# 紫雲閣

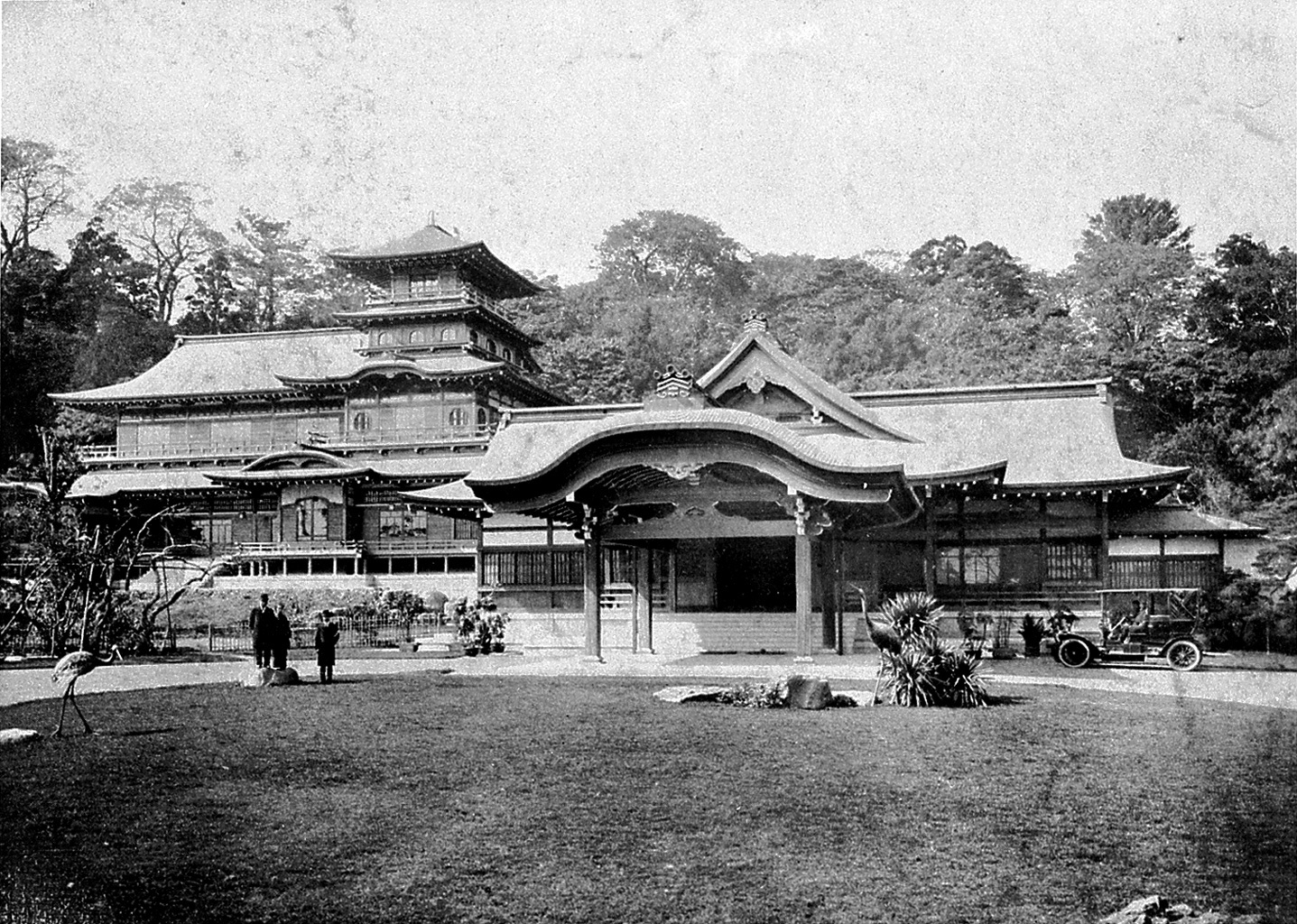
紫雲閣

紫雲閣（しうんかく）は、かつて東京府東京市芝区（現・東京都港区）に存在した日本の住宅。浅野総一郎の邸宅で、「浅野御殿」や「田町御殿」とも呼ばれた。天守閣のような建物で、浅野財閥の迎賓館として使用された。現在の札ノ辻交差点の西側一帯にあたる。

## 建設の動機
浅野総一郎は1896年（明治29年）に東洋汽船設立のために欧米を訪れた。その時に、サミュエル商会などの経営者の豪邸に招かれて家族に歓待されたが、その屋敷の外観は言葉にできないほど壮麗で、室内装飾は欧米の粋を集めた素晴らしいものだった。それに触発されて、浅野は東洋汽船の外国人船客をもてなして日本文化を紹介するために、豪邸を建設しようと考えた。まず森村市左衛門に相談してみると大賛成されたので、東京の田町で巨万の工費をかけて紫雲閣の建設に取り掛かった。ちょうどその頃に岩倉具視を祀る神社の建設が中止されたので、不要になった材木を全て買い取り、さらに買い足した。外国人の眼を驚かすには、日本建築と日本美術がよいと浅野は考えた。佐々木岩次郎にその趣旨を伝えて、設計を頼んだ。伊東忠太と渡辺譲の二人も顧問として設計に携わった。1898年（明治31年）に着工し1907年（明治40年）に完成した。それから装飾その他が完成して、使用し始めたのは1908年（明治41年）もしくは1909年（明治42年）だった。外観も内装も日本の粋と美を集めて、贅の限りを尽くしたものだった。

## 特徴

### 外観
玄関は唐破風の車寄せのある独立した建物で、渡り廊下のような階段で本館と繋がっていた。本館は紫宸殿のような二階建ての部分と天守閣のような四階建ての部分が合体したような建物だった。天守閣部分の二階は唐破風と丸窓で、三階は火燈窓だった。屋根は銅瓦葺で、天守閣の上には金の鯱（しゃちほこ）または鴟尾が燦然と輝いていた。京都の有名な建物を真似た建築だとされている。広大な敷地をセメント塀が囲み、石造りの門柱の上にも金の鯱（しゃちほこ）が輝いていた。しばしば、田舎者が皇居と間違えて手を合わせて拝礼した。

### 内部
玄関棟は、中央折上格天井で緞子張りの壁、正面の鏡戸に小堀鞆音の「万歳楽之図」（障壁画）。本館に導く階段の踊り場は、天井に荒木寛畝の「孔雀の図」と「花の丸百花百鳥の図」。本館の一階は、通之間などの天井格間に「花の丸刺繍」の布張。鏡戸や鏡板に、川合玉堂の「桜の図」、村瀬玉田の「桜の図」。大廊下の鏡戸に下村観山の「松に鳶の図」。大階段に川合玉堂の「桜の図」。会食の間は、二重折上格天井で格間に、神坂雪佳の原画による「扇散らし日本名所之図」の綴織。この原画は現存しており、カラフルで華やかな紫雲閣内部の様子を伝えている。二階は吹寄格天井に36畳の畳敷きの座敷。三階は、羽目に陶山雅文の絵。四階からは東京湾を望むことができた。

## 評価

### 否定的評価
世間は成金趣味の贅沢すぎる豪邸として紫雲閣を批判した。自宅に金の鯱（しゃちほこ）を付けるのは日本で一番低俗な趣味だと、湯本城川は非難した。獅子文六は慶應義塾普通部の生徒だった時に、悪趣味で「大変目障りな建物」として、紫雲閣を軽蔑していた。紫雲閣を揶揄して阿房（あほう）宮と呼ぶ者もあった。明治天皇が紫雲閣に立腹したが、東洋汽船の一等船客を接待して民間外交に役立てていると浅野が天皇に申し上げたところ、ご機嫌が直ったと伝わる。

### 肯定的評価
既に1917年（大正6年）には「日本式の建築を見んとするなら田町御殿（紫雲閣）を見よ」と言われていて、日本建築の代表と考えられていた。早稲田大学野球部が東洋汽船で渡米する時、1910年（明治43年）5月12日に、大隈重信や教職員など37人を紫雲閣に招いて送別会を開いた。この時に、紫雲閣は浅野の住居ではなく、外国人を接待して日本文化を宣伝するための建物だと、大隈は悟った。紫雲閣の建材の大理石は浅野石材工業の、スレートは浅野スレートの、セメントは浅野セメントの製品で、錦織は浅野合資会社貿易部の輸出品なので、紫雲閣は浅野財閥の見本陳列館であり事業の役にたっていると、北林黒風は述べている。1936年（昭和11年）に松下幸之助は、浅野の商売の道具であり美術建築の奨励でもあると紫雲閣を評価した。そして自らも日本建築の技術の粋を集めた豪邸を建設した。

## 使用状況

### 浅野総一郎と安田善次郎

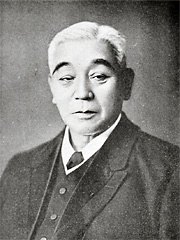
浅野総一郎

浅野総一郎は生涯紫雲閣に住まなかった。最初は、裏手の二階建ての質素な洋館に住んでいた。1927年（昭和2年）には鉄筋コンクリート平屋建ての住宅を新築して、自分の住まいにした。戦後、この鉄筋コンクリート住宅は港区立芝浜中学校の校舎として使用された。安田善次郎は新築祝いに狩野派の屏風を贈ったが、紫雲閣を一日貸し切りにして、二階で増田と碁を打った。

### 外国人の接待
1911年（明治44年）3月26日に地洋丸（天洋丸級貨客船）の乗客32人を歓待したのを端緒として、東洋汽船の貨客船が横浜港に入港するたびに一等船客全員を紫雲閣の茶会に招待した。客は日本式の茶会の後で、洋間に移動して食事をし、音楽と踊りと手品を楽しんだ。浅野総一郎の娘や孫娘30 - 40人が13万人以上の外国人をもてなしたので、米国では「浅野の茶会」として有名になったと浅野が述べている。1922年（大正11年）には皇太子の訪欧に対するフランスの答礼使として訪日したフランス元帥・ジョゼフ・ジョフルをもてなした。

### 傘下の企業や学校
浅野財閥の傘下企業は紫雲閣を接待や会合に用いた。1917年（大正6年）7月17日に浅野造船所で最初の進水式があった。その後で、五千人か一万人の労働者が浅野邸まで提灯行列を行って「浅野造船所万歳」と叫んだ。浅野総一郎は紋付きの羽織袴に着替え一族を引き連れて迎えた。この時に土砂降りの雨になり、労働者たちはずぶ濡れになったが、浅野は紫雲閣に招き入れた。だが、労働者たちは泥だらけの靴だったので躊躇した。すると浅野は「さあさあ、遠慮なしに其儘（そのまま）上がって呉（く）れ、この綺麗な家も道具も、皆お前たちの拵えたものだ。遠慮なしに上がれ上がれ。」と土足のまま紫雲閣の応接間に迎え入れて、全員に紅白の餅を土産に与えた。1929年（昭和4年）3月20日に鶴見臨港鉄道社長として浅野総一郎が沿線埋立地の工場長など28名を紫雲閣の晩餐会でもてなした。その献立表が今でも残っている。また、浅野総一郎が設立した浅野綜合中学校（浅野中学校・高等学校）の卒業生を招待したこともあった。

## 隣の洗濯屋

### 新聞記事
紫雲閣と洗濯屋の記事が毎日電報や萬朝報や他の新聞に掲載された。洗濯屋石黒金助の地所が百六十坪ばかり浅野の地所に食い込んでいたので、浅野は買収しようとした。ところが、その態度が高飛車だったので、江戸っ子の金助は機嫌を損ねて、どんなに大金を積まれても売ろうとしない。仕方ないので浅野は高い塀を築いて汚い洗濯屋が見えないようにした。すると金助が物干し台を高くして、紫雲閣から見えるようにした。しかも一番高いところに汚い毛布や印半纏をわざと干した。再度浅野が塀を高くして見えないようにすると、金助は物干し台の柱をまた高くした。もう一度塀を高くすると、また物干し台を高くした。浅野は諦めるしかなかった。要約すると以上のような記事だった。ところが、山路愛山の調査では、不動産の所有者は洗濯屋石黒金助ではなく、上村亀吉という人で、売却しなかったのは、単純に値段で合意できなかったからだった。この新聞記事で有名になったので、人々がわざわざ遠くから紫雲閣と汚い洗濯物を見物に来るようになった。

### 久邇宮邦彦王と洗濯屋
久邇宮邦彦王が長崎侍従とともに紫雲閣を訪れた時に、汚い洗濯物が空高々と翻っているのを目にして尋ねた。それに困っていると浅野が伝えると、侍従が三田警察署長を呼んで何か命じた。すると洗濯物が全て下げられた。「此時程（このときほど）気持のよかったことはない」と浅野は晩年に述べている。それ以降、来客の際は、洗濯屋は出来るだけ遠慮するようになった。

## 戦時中と戦後
紫雲閣は戦災で焼け落ちた。戦後に広大な敷地と鉄筋コンクリート住宅は港区立芝浜中学校とマンションになった。